# Desmiphora fasciculata
Desmiphora fasciculata là một loài bọ cánh cứng trong họ Cerambycidae.